# Bibliolog
Bibliolog je metoda skupinového interaktivního výkladu biblických textů, kdy se do výkladu zapojují všichni účastníci skupiny pod vedením školeného moderátora.

## Praktické užití metody
Biblický text je předčítán a na určitých místech přerušován moderátorem ("Stift"). Všichni účastníci bibliologu jsou pak vyzváni k tomu, aby se identifikovali s nějakou biblickou postavou a chráněni „rolí“ v „ich-formě“ vyjadřovali její myšlenky a pocity. Tím je text nasvícen z různých perspektiv, které vycházejí z životních otázek a situací zúčastněných. Skrze vlastní příspěvky účastníků i skrze pasivní poslouchání těch, kteří se nechtěli aktivně účastnit, je možné intenzivně a celostně prožít příběh.

### Metologický základ
Základní myšlenka bibliologu spočívá v tom, že účastníci mluví z perspektivy různých osob příběhu. Vedení posiluje a prohlubuje jejich vyjádření („Echoing“), vede příběh dál a ukončuje nakonec proces. Bibliolog trvá ideálně 15-20 minut a je proto bez komplikací použitelný při bohoslužbách, vyučování ve škole a ve sborové práci ve skupinách různých velikostí, různého stáří a různé náboženské příslušnosti.
Bibliolog je příbuzný se bibliodramatem. Pro oboje je charakteristické, že biblický text zpomalují a skrze to umožňují různé roviny vnímání a internalizace. U bibliologu je ale zásadní místo moderátora, který předkládá text a nabízí role. Účastník se rozhoduje, jestli převezme nějakou roli a kolik z nich, zatímco bibliodrama se soustředí na prožití jediné role.
Tato metoda byla rozvinuta v Severní Americe židovským literárním vědcem Peterem Pitzelem a jeho ženou Suzan. Ti staví bibliolog do tradice židovského výkladu bible Midraše: zatímco na jedné straně biblický text („černý oheň“) zůstává nedotčen, na druhé straně nabízejí biblické příběhy mnoho prostoru mezi slovy příběhu („bílý oheň“), který může být naplněn vlastními myšlenkami.
Pitzele mluví sám o „Psychodrama of the Bible“ nebo „bibliodramatu“. Pojem „bibliolog“ se užívá v Německu z důvodu odlišení od jiných forem bibliodramatu. Bibliolog je na základě své proveditelnosti – ve srovnání s jinými formami bibliodramatu jednodušší – nazýván také „malá sestra bibliodramatu“. Rozšíření bibliologu v Německu bylo podporováno především Utou Pohl-Patalong.

### Certifikát vedoucího bibliologu
K získání certifikátu pro vedení bibliologu je třeba absolvovat 30hodinový základní výcvik ve víkendových nebo týdenním kurzu, který zprostředkuje nutné obsahové a metodické znalosti. Certifikátem se otvírá možnost členství v Bibliolog-Netzwerk, platformě pro sdílení a rozvoj metody. Školení může absolvovat laik i teolog.